# Pepe Viyuela
José Viyuela Castillo, dit Pepe Viyuela, né à Logroño le 2 juin 1963, est un acteur, clown, poète et écrivain espagnol, proche du parti politique Podemos.

## Biographie
Petit-fils d'un adhérent de la Confédération Nationale du Travail, Pepe Viyuela est diplômé de philosophie de l'Université autonome de Madrid et en Art dramatique de l'Académie royale supérieure d'art dramatique de Madrid.
Il commence sa carrière en tant que clown et humoriste, en réalisant des parodies à la télévision espagnole.
Il est président de l'ONG Clowns Sans Frontières et participe à des actions en Palestine, en Irak et au Kosovo.
En 1995, il joue au cinéma dans le film Tierra de Julio Medem, puis dans Mortadel et Filémon (2003) de Javier Fesser.
En 2011, il se présente aux élections municipales à San Sebastián de los Reyes sur la liste de gauche affiliée à Podemos, proche d'Íñigo Errejón. 
En 2015, il participe à 2015 au XIe Congrès de la CNT à Saragosse.
En 2024, il joue dans le film La Vierge rouge de Paula Ortiz, inspiré d'un fait divers célèbre sous la République espagnole : l'assassinat de la jeune Hildegart Rodríguez Carballeira, cousine du pianiste Pepito Arriola, par sa mère Aurora en 1933.

## Distinctions
- 2010 : Prix Teatro de Rojas (meilleure interprétation masculine)[13].